# Magyar Klasszikusok (Állami Irodalmi és Művészeti Kiadó)
Magyar Klasszikusok – 1955-ben az Állami Irodalmi és Művészeti Kiadó indította, majd 1960-tól az Irodalmi Könyvkiadó, 1970-től pedig a Kriterion Könyvkiadó által folytatódott a könyvsorozat, amelyben a körülmények szerint változó, de az egyes időszakok romániai magyar könyvtermésében viszonylag nagy példányszámban, olcsón és tetszetős kiállításban kerülhettek a hazai magyar olvasó kezébe a magyar irodalom klasszikusainak művei.
Az első öt-hat évben a megjelenések alakulását befolyásolta, hogy ebben az időszakban a Szépirodalmi Könyvkiadónál megjelent Magyar Klasszikusok sorozat egyes kötetei, valamint az akkoriban indított Jókai-, Mikszáth- és Móricz-sorozatok kötetei az ÁIMK impresszumával és a Magyar Klasszikusok sorozatjelzésével is megjelentek; másfelől, hogy a sorozat jó néhány kötetén az ÁIMK marosvásárhelyi fiókjának önálló impresszuma szerepelt. Időszakonként és azon belül még abban sem volt egységes a sorozat, hogy készült-e hozzá elő- vagy utószó, bevezető tanulmány vagy sem. Ezenkívül idővel változott a Magyar Klasszikusok sorozatcímlapja (védőborítója), sőt bizonyos időszakaszokban a kiadónak – felső utasításra – a sorozatjelző címet is le kellett hagynia a kötetekről.

## 1950-es évek
A sorozat első két kötete Tolnai Lajos Az urak és Sötét világ c. műve volt a marosvásárhelyi fiók szerkesztőségének kiadásában, majd Móricz Zsigmond két Rózsa Sándor-regénye következett (Bukarest impresszummal), de előszó nélkül. 1960-ig összesen 41 mű jelent meg a Magyar Klasszikusok sorozatban 275000 példányban: Jókai Mór és Móricz Zsigmond (8-8), Mikszáth Kálmán (7), Arany János és Benedek Elek (2-2), Ady Endre, Balassi Bálint, Csiky Gergely, Csokonai Vitéz Mihály, Eötvös József, Gárdonyi Géza, József Attila, Kazinczy Ferenc, Katona József, Madách Imre, Petőfi Sándor, Szigligeti Ede, Tömörkény István és Vörösmarty Mihály (1-1) kötete. Az előszók, bevezető tanulmányok vagy utószók szerzői: Antal Árpád, Balogh Edgár, Dávid Gyula (3-3), Jancsó Elemér, Kacsó Sándor, Kocziány László (2-2), Benkő Samu, Galbács Mihály, Jánosházy György, Kerekes György, Kovács Erzsébet, Konsza Judit, Méliusz József, Nagy Pál, Szemlér Ferenc, Török-Szabó József (1-1). Az évtized végére évi 10-re szaporodott fel a kötetek száma, ami többek között a Haladó Hagyományaink sorozat megszűnésével is magyarázható.

## 1960-as évek
Az 1960-as években – a nevében ugyan változott, de szerkesztőségi összetételében változatlan Irodalmi Könyvkiadónál – a Magyar Klasszikusok sorozat egymást követő köteteiben is érzékelni lehet a nyitás jeleit egyfajta árnyaltabb irodalmi múltkép felé. Közel egy évtized alatt 30 mű jelenik meg a sorozatban (ezenkívül 7 kötet sorozaton kívül), összesen 357000 példányban, amelyek között változatlanul Móricz Zsigmond (9) és Mikszáth Kálmán (5) vezet, utánuk azonban Jókai Mór és Mikes Kelemen (2-2) mellé felzárkózik Kosztolányi Dezső is (szintén 2 művel). 1-1 művel szerepel Arany János, Csokonai Vitéz Mihály, Kazinczy Ferenc, Petőfi Sándor és Vörösmarty Mihály, s ugyancsak 1-1 művel Ambrus Zoltán, Babits Mihály, Bálint György, Gelléri Andor Endre, Kaffka Margit, Komját Aladár, Krúdy Gyula, Móra Ferenc, Petelei István, Radnóti Miklós. A magyar klasszikus irodalmi örökség felkarolása terén bekövetkezett változás még szembetűnőbb, ha a sorozaton kívüli műveket is szemügyre vesszük: Ady Endre és Petőfi Sándor bibliofil kiadásait (a Magyar Klasszikusok sorozatban megjelent kétkötetes Ady és Petőfi mellett); az Ady publicisztikájából készült válogatást (Poéta és publikum, 1967), a Magyar Klasszikusokban megjelentetett Móricz, Móra és Bálint György publicisztikai köteteket, a XIX. századi erdélyi magyar prózából ízelítőt nyújtó válogatást (Szépliteratúrai ajándék. 1967. Köllő Károly gondozásában), Gyulai Pál Tanulmányok, bírálatok c. kötetét, vagy a 20. századi magyar irodalom immár klasszikus-számba menő olyan nagyjait, mint Déry Tibor, Illyés Gyula, Németh László, akiket a Horizont sorozatban jelentet meg a kiadó.
A kötetek előszavait, bevezető tanulmányait illetően a kép ugyanaz, mint a megelőző szakaszban. Az előszóírók, kötetgondozók névsora azonban bővül. A már korábbról ismert nevek mellé egyrészt az idősebb nemzedékből, másrészt a fiatalok köréből zárkóznak fel újak: Csire Gabriella (1), Kántor Lajos (3), Lászlóffy Aladár (1), Kozma Dezső (1), Köllő Károly (1), Kozocsa Sándor (1), Máthé József (1), Pataki Bálint (1), Panek Zoltán (1), Sőni Pál (1), Szilágyi Júlia (1), Szigeti József (1).

## 1970-1990 között
A Kriterion Könyvkiadó által fémjelzett legutolsó húszesztendős szakasz (1970-1990) mind mennyiségi, mind minőségi tekintetben kiemelkedő a Magyar Klasszikusok sorozat szempontjából. Ez idő alatt összesen 71 mű jelent meg a Magyar Klasszikusokban 1776600 példányban. A cenzúraviszonyok változása, az 1980-as évek második felében egyre erőteljesebb beszűkülés itt is éreztette hatását, de az összkép feltétlenül az 1960-as évek végén megkezdődött szellemi nyitás folytatását és kiteljesítését mutatja. Számbelileg most is Mikszáth (5), Jókai (5), Arany János (4) és Móricz Zsigmond (4) vezet, de melléjük felzárkózik ugyancsak 4-4 címmel Kosztolányi Dezső és a sokáig "iskolai olvasmányként kötelező, de olvashatatlan"-nak nyilvánított Kemény Zsigmond, 3 címmel Babits Mihály és 2-2 címmel (a Horizont sorozatban megjelent magyar klasszikusokat nem számítva) Németh László és Krúdy Gyula.
Az 1-1 címmel szereplőket most már irodalomtörténeti sorrendbe állítva jelen van a régi és a felvilágosodás kori magyar irodalom (Balassi Bálint, Heltai Gáspár, Mikes Kelemen, Fazekas Mihály, Berzsenyi Dániel); a reformkor, 1848 és a 19. század második fele magyar irodalma (Eötvös József és Petőfi Sándor, ill. Vajda János, Gárdonyi Géza és Tolnai Lajos) s gazdagon a századvég magyar prózája (Bródy Sándor, Gozsdu Elek, Ambrus Zoltán, Thury Zoltán, Tömörkény István, Török Gyula); jelentős részaránnyal a Nyugat nemzedéke (Ady Endre, Juhász Gyula, Tóth Árpád, Kaffka Margit), Krúdy Gyula, Barta Lajos, Nagy Lajos, Kassák Lajos, Szabó Dezső; a két háború közötti időszakból József Attila, Radnóti Miklós, Szabó Lőrinc, Karinthy Frigyes, Gelléri Andor Endre, Tersánszky Józsi Jenő, Veres Péter, Hunyady Sándor, a legutóbbi évtizedek irodalmából pedig Déry Tibor és Nagy László. A névsor nyilván nem teljes, hiszen az éves kiadói tervekbe 5-6-nál több kötet a Magyar Klasszikusok sorozatból nem fért be, s jó néhány év volt, amikor a tervezés merevségei és a politikai széljárás szerint hirtelen változó cenzúraszempontok miatt csupán 1-2 mű kerülhetett piacra a sorozatban.
Az elő- és utószavak szerzőinek névsora jól tükrözi e húsz esztendő alatt a romániai magyar irodalomtörténet-írásban is bekövetkezett nemzedékváltást: a 34 előszóíró között megtaláljuk ugyan az idősebb nemzedék tagjait is (Csehi Gyulát, Jancsó Elemért, Lőrinczi Lászlót, Méliusz Józsefet, Szigeti Józsefet 1-1 bevezetővel), s mellettük a derékhad képviselőit (Bernád Ágoston, Cs. Lingvay Klára, Benkő Samu, Dávid Gyula, Sütő András 2-2 bevezetővel, Antal Árpád, Fodor Irén, Majtényi Erik, Nagy Pál, Seres Zsófia, Varró Ilona, Veress Dániel 1-1 bevezetővel), de már számbelileg is jelentősebb a hozzájárulása az utánuk következőknek (Bálint Tibor, Kántor Lajos, Kozma Dezső és Szilágyi Domokos 2-2 bevezetővel, Láng Gusztáv, Lászlóffy Aladár 1-1 bevezetővel), vagy a még fiatalabbaknak, kik közül Rohonyi Zoltán (4), Ágoston Vilmos (3), Katona Ádám (2), Cs. Gyimesi Éva, Molnár Szabolcs és Farkas Árpád, Farkas Júlia, Jakabffy Tamás, Molnár Gusztáv, Németi Rudolf és Szász László 1-1 művet gondozott és látott el elő- vagy utószóval.
A Kriterion évtizedeiben is jelentek meg magyar klasszikusok a Horizont, ill. a Lektúra sorozatokban (Déry Tibor: A befejezetlen mondat és G. A. úr X-ben; Füst Milán: Feleségem története; Illyés Gyula: Petőfi Sándor; ill. Szerb Antal: A Pendragon-legenda; Karinthy Frigyes: Utazás Faremidóba, Utazás a koponyám körül és Capillária; Móricz Zsigmond: Forró mezők), amivel teljesebbé vált a romániai olvasó képe a magyar klasszikus irodalmi örökségről.

## 1990 után
A sorozat 1990 után is folytatódott. Megjelent egy Jókai-elbeszéléskötet (Kelet királynéja, 1990), Mikszáth Kálmán novelláinak kétkötetes válogatása (Vidéki alakok, 1991) s Illyés Gyula Petőfi Sándorának immár csonkítatlan szövege (1992); a Lektúra sorozatban Babitstól A gólyakalifa is (1990), valamint önálló kötetként a régi magyar irodalom antológiája (Idők szép virága. 1991).